# Aurélie Chaboudez
Aurélie Chaboudez (Montbéliard, 9 maggio 1993) è un'ostacolista francese di origine martinicana.

## Palmarès
| Anno | Manifestazione            | Sede       | Evento   | Risultato  | Prestazione | Note                                     |
| ---- | ------------------------- | ---------- | -------- | ---------- | ----------- | ---------------------------------------- |
| 2010 | Giochi olimpici giovanili | Singapore  | 400 m hs | Oro        | 58"41       |                                          |
| 2011 | Europei juniores          | Tallinn    | 400 m hs | Argento    | 57"35       | Miglior prestazione personale            |
| 2012 | Mondiali juniores         | Barcellona | 400 m hs | Argento    | 57"14       | Miglior prestazione nazionale under 20   |
| 2013 | Europei under 23          | Tampere    | 400 m hs | 4ª         | 57"13       |                                          |
| 2015 | Europei under 23          | Tallinn    | 400 m hs | Bronzo     | 56"04       |                                          |
| 2015 | Europei under 23          | Tallinn    | 4×400 m  | dq         | dq          |                                          |
| 2015 | Mondiali                  | Pechino    | 400 m hs | Semifinale | 56"13       |                                          |
| 2016 | Europei                   | Amsterdam  | 400 m hs | Semifinale | 57"50       |                                          |
| 2018 | Giochi del Mediterraneo   | Tarragona  | 400 m hs | Bronzo     | 56"77       | Miglior prestazione personale            |
| 2018 | Europei                   | Berlino    | 400 m hs | Semifinale | 56"19       | Miglior prestazione personale stagionale |

## Altre competizioni internazionali
2015
- 8ª agli Europei a squadre ( Čeboksary), 400 m hs - 56"76

2018
- Bronzo nell'Athletics World Cup ( Londra), 400 m hs - 56"23